# Gare de Fontenay-aux-Roses
Pour les articles homonymes, voir Gare de Fontenay.
La gare de Fontenay-aux-Roses est une gare ferroviaire française de la ligne de Sceaux, située dans la commune de Fontenay-aux-Roses (département des Hauts-de-Seine).
C'est une gare de la Régie autonome des transports parisiens (RATP) desservie par les trains de la ligne B du RER.

## Histoire
Le bâtiment voyageurs date de 1892 ; il est quasi identique à celui de la gare de Robinson, à l'exception des ailes latérales, lesquelles sont plus courtes à Fontenay-aux-Roses.
En 2021, selon les estimations de la RATP, 888 408 voyageurs sont entrés dans cette gare, ce qui la place en 53e position des gares de RER exploitées par la RATP pour sa fréquentation.

## Service des voyageurs

### Accès
La gare compte trois accès :
- l'accès no 1 « Rue Félix Pécaut » ;
- l'accès no 2 « Rue Robert Marchand » ;
- l'accès no 3 « Avenue Ernest Lombart ».

Accès à la gare
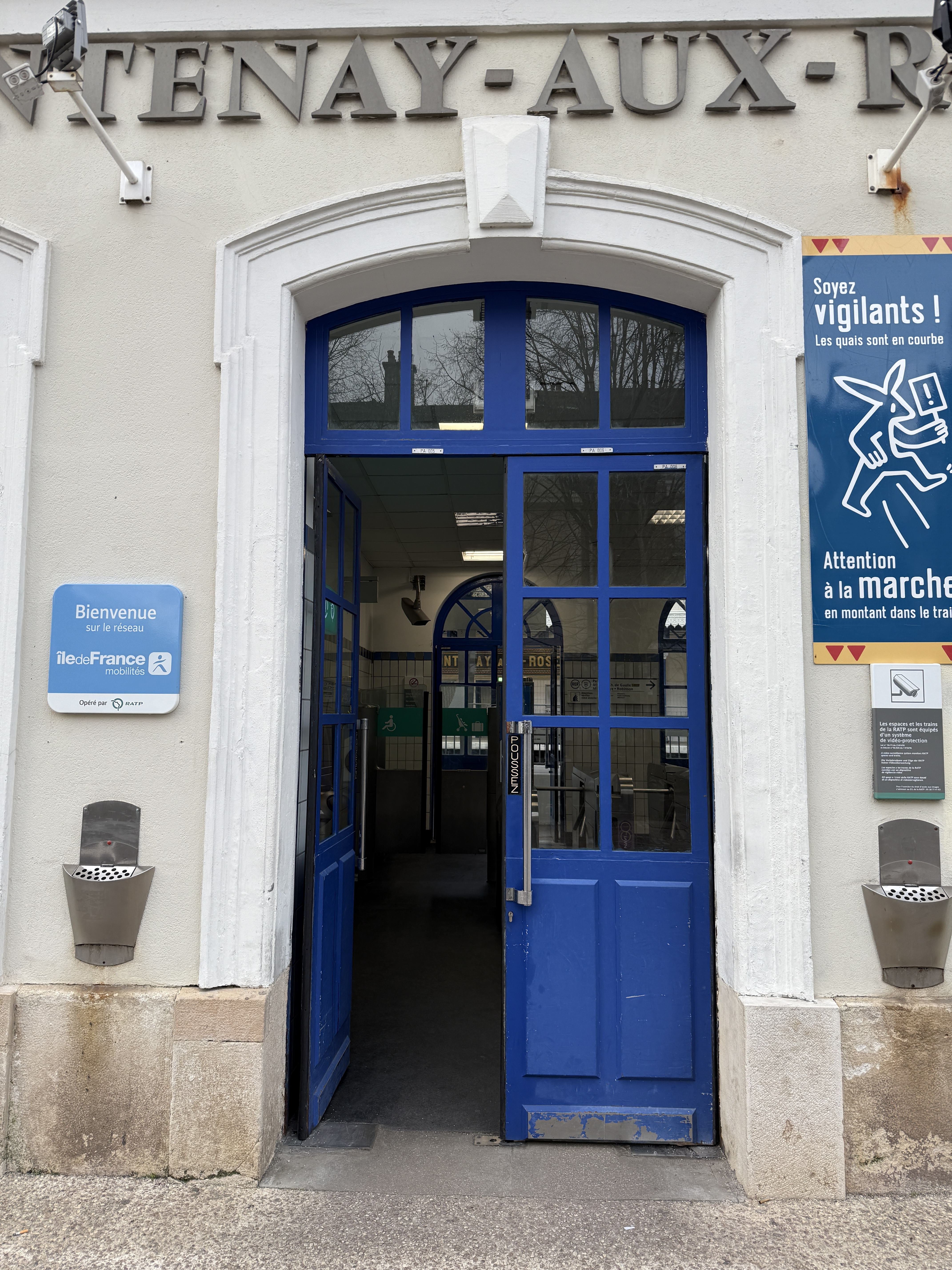
L'accès no 1 « rue Félix Pécaut ».
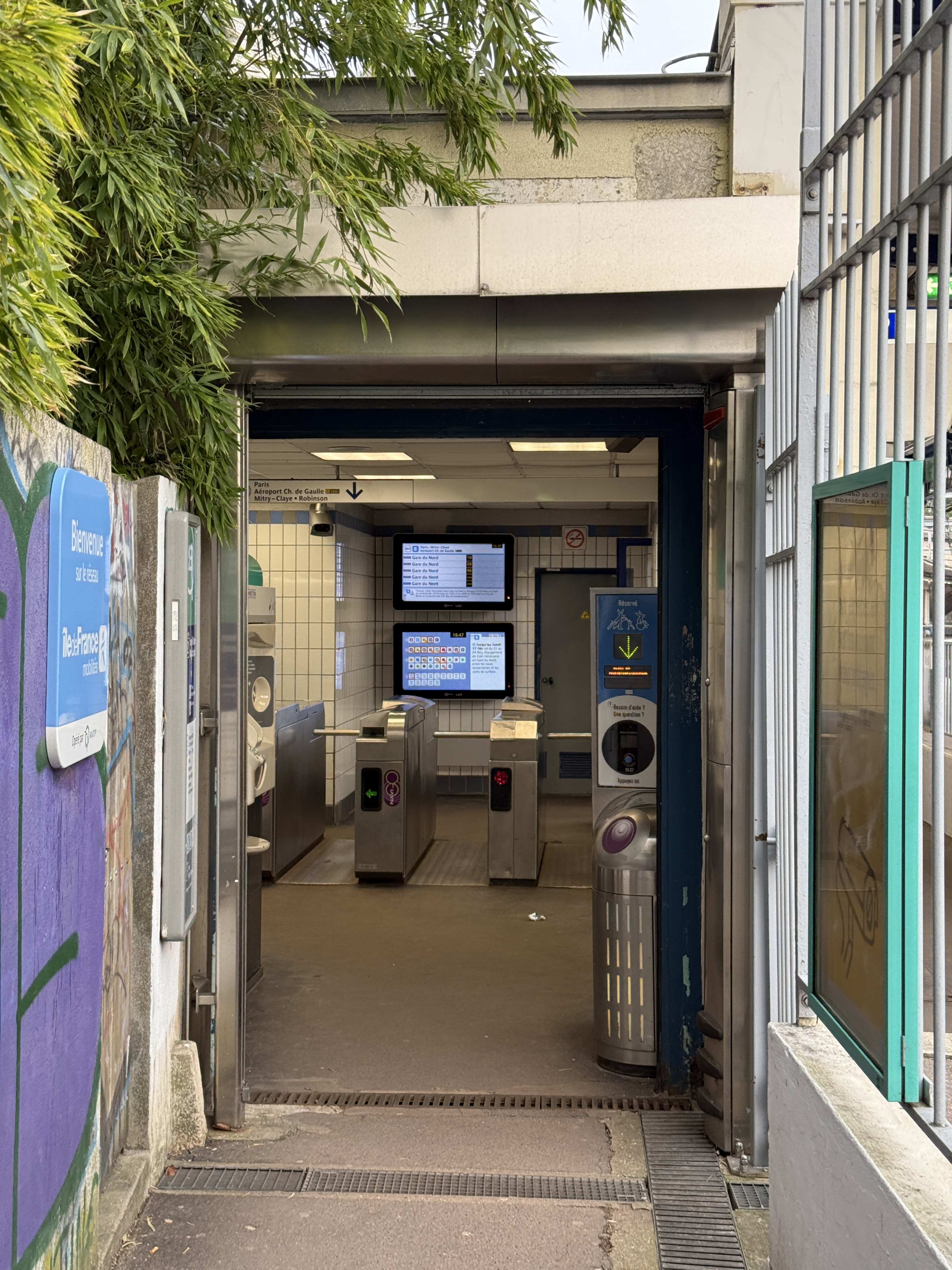
L'accès no 2 « rue Robert Marchand ».
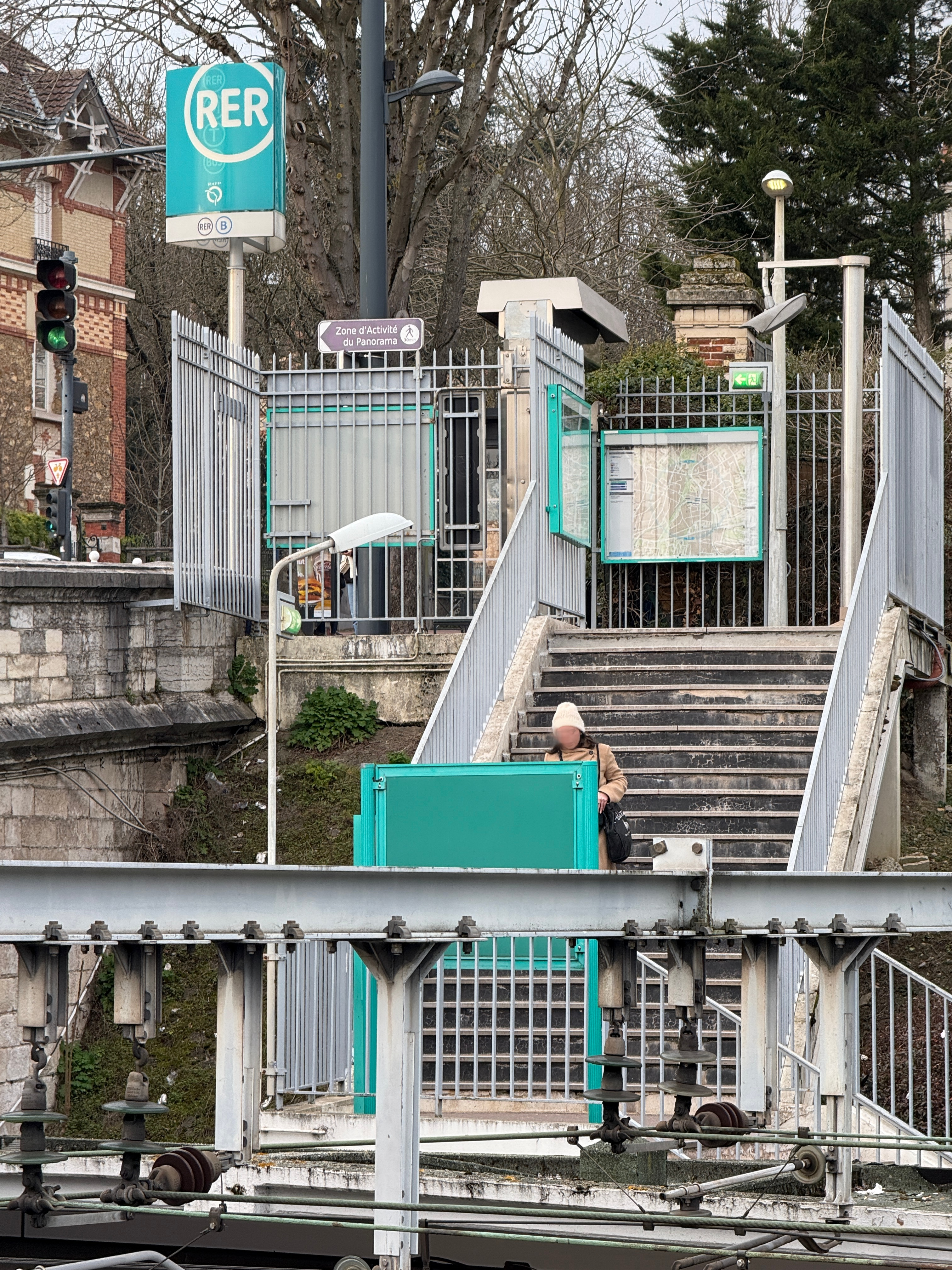
L'accès no 3 « Avenue Ernest Lombart » vers le quai en direction vers Robinson.
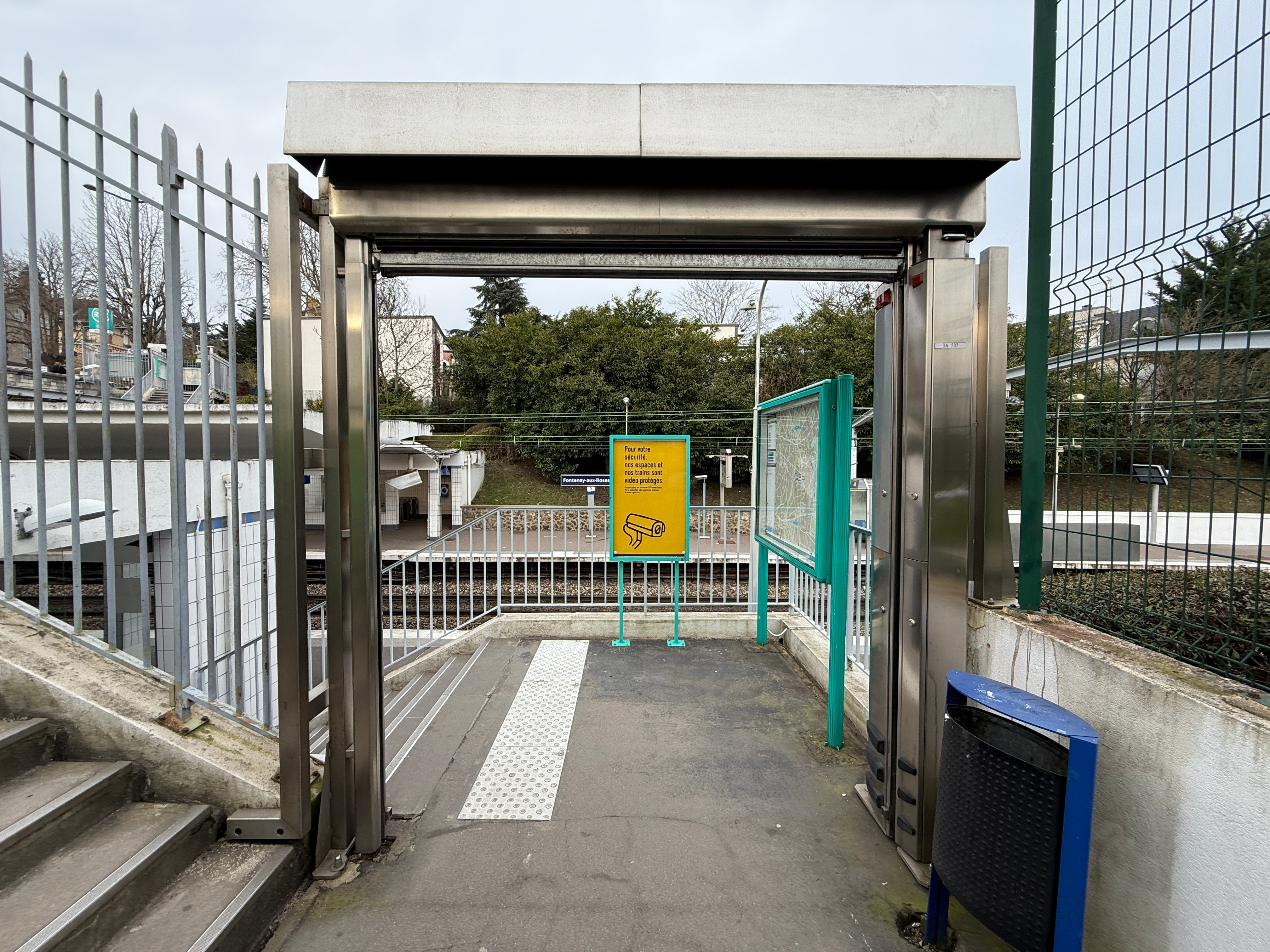
L'accès no 3 « Avenue Ernest Lombart » vers le quai en direction vers Paris.

### Desserte
Elle est desservie par les trains de la ligne B du RER parcourant la branche B2.

### Intermodalité
La gare est desservie par les lignes 128, 194 (uniquement en desserte à horaire spécifique) et 394 du réseau de bus RATP par la ligne Le Petit Fontenaisien du réseau de bus Vallée Sud Bus.

Galerie de photographies
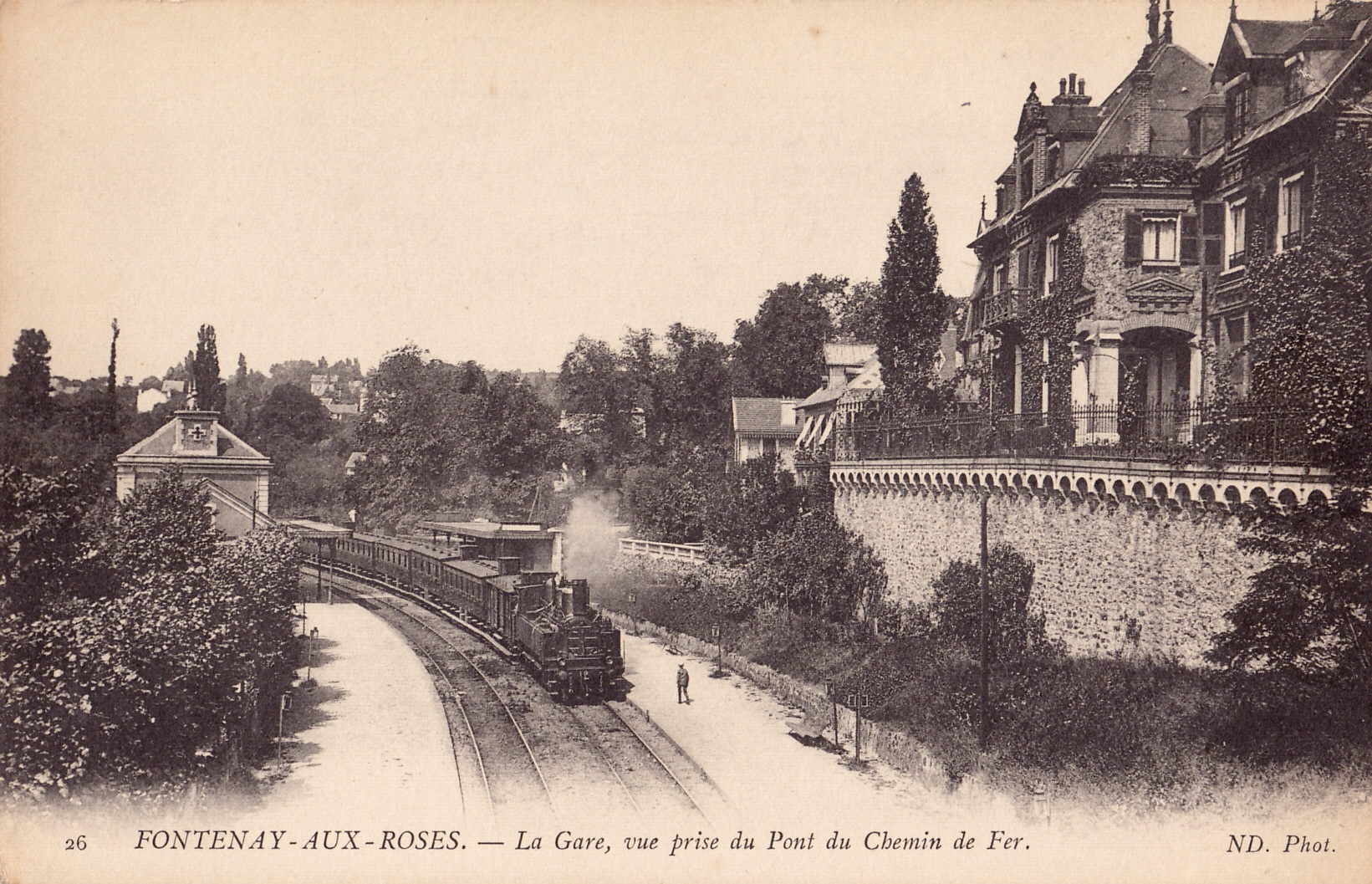
La gare au début du XXe siècle.
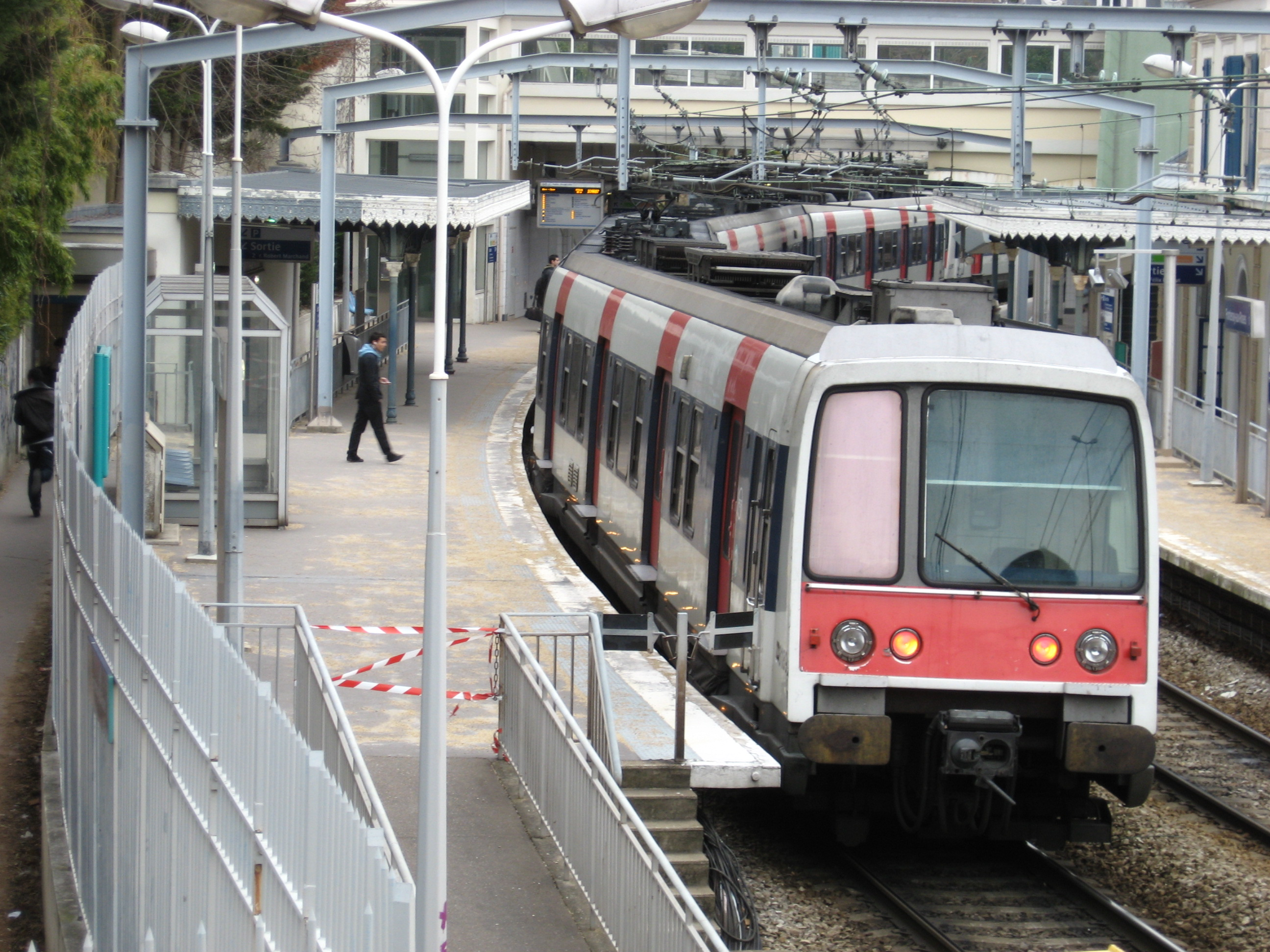
Rame MI 79 à quai.
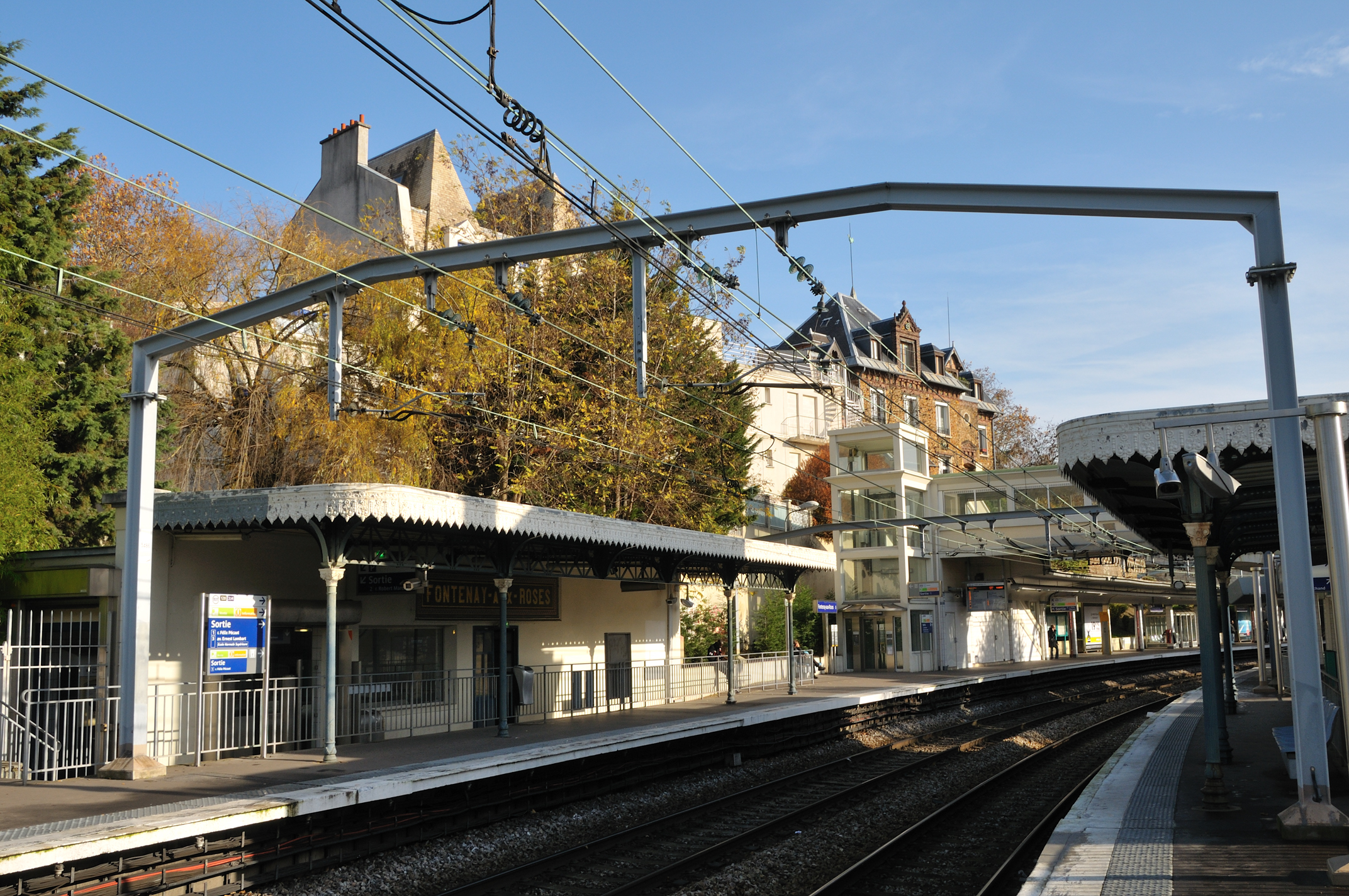
Quais de la gare.